# Lucien Froidebise
Pour les articles homonymes, voir Froidebise.
Lucien Froidebise, né le 5 juillet 1924 à Andenne (province de Namur) et mort le 17 octobre 2013 à Bonlez (province du Brabant wallon), est un homme de théâtre belge. Il a également scénarisé le 15e et dernier album de la série de bande dessinée Marc Lebut et son voisin.

## Biographie
Lucien Froidebise naît le 5 juillet 1924 à Andenne, une petite ville namuroise, il est issu de parents artistes, directeurs de l'Union dramatique d'Andenne.
Dès l'âge de huit ans, le jeune Lucien chante aux côtés de sa mère dans des spectacles de cabaret. Il joue dans des spectacles de théâtre forain avant d'entamer une carrière dans le théâtre classique.
Il se produit notamment au Rideau de Bruxelles, au Théâtre royal des Galeries, au Théâtre royal du Parc et au Théâtre national de Belgique.
Il fonde la troupe du Sang Neuf en 1973.
Après son départ de la scène professionnelle à l'âge 50 ans, Lucien Froidebise ne remonte qu'une seule fois sur les planches, au théâtre du Flétry, pour interpréter Père Lulu, dans la pièce Blanches.
Il met en scène un total de quinze pièces au théâtre du Flétry, troupe amateurs qu'il aide à mettre en place à Rosières à partir de 1979.
En 1985, il est à l'origine des Estivades,, un festival international de théâtre amateur de culture latine.
Lucien Froidebise a également été membre du Conseil supérieur de l'Art dramatique et, à partir de 1993, président du Conseil consultatif du théâtre amateur.
Lucien Froidebise meurt le 17 octobre 2013, à Bonlez, à l'âge de 89 ans.

## Acteur
- 1956 : Le Circuit de minuit[8] ;
- 1969 : Les Chevaliers du ciel[9] ;
- 1970 : Le Chantier des gosses[10] ;
- 1973 : Le Far West[11] de Jacques Brel ;
- 1974 : Les Brigades du Tigre de Victor Vicas, épisode : La Main noire[12].

## Comédien
- 1955 : Quintette d'après Tennessee Williams mise en scène Maurice Vaneau[13]
- 1969 : Pizarro et le Soleil de Peter Shaffer mise en scène Pierre Laroche
- 1970 : Capitaine Fracasse de Jean Colette… mise en scène Gérard Vivane
- 1972 : Vivat ! Vivat Regina ! de Robert Bolt mise en scène Jacques Joël
- 1973 :
  - Le Paradis sur terre d'après Tennessee Williams mise en scène Lucien Froidebise
  - Magie rouge de Michel de Ghelderode mise en scène Lucien Froidebise.
- 1982 : Zorba le Grec de Níkos Kazantzákis, mise en scène Angelo Bison dans Alexis Zorba[14]

## Publications
Marc Lebut et son voisin
- 15. Le Voisin porte-veine, Récréabull, Bruxelles, mars 1986
Scénario : Lucien Froidebise - Dessin : Francis - Couleurs : quadrichromie

#### Livres
: document utilisé comme source pour la rédaction de cet article.
- Henri Filippini, « Froidebise Lucien », dans Dictionnaire de la bande dessinée, Paris, Bordas, 1989, 731 ; 27 cm, ill. (ISBN 2-04-018455-4, OCLC 1244909550, BNF 35065653, présentation en ligne), p. 622.

#### Périodiques
- Lucien Froidebise (interviewé par Paul Lefebvre and Pierre MacDuff), « Belgique : un théâtre d’animation : Entretien avec Lucien Froidebise », Jeu, no 22,‎ 1982, p. 101–111 (ISSN 0382-0335, lire en ligne [PDF], consulté le 8 août 2023).